# America's Credit Union Museum
L’American Credit Union Museum est situé à Manchester au New Hampshire, sur le site de la première caisse populaire créée aux États-Unis . Le musée, situé au 418-420, avenue Notre-Dame. est situé à l’origine de la St. Mary's Cooperative Credit Association, renommée en 1925 en La Caisse populaire Sainte-Marie, ou "Bank of the People", St. Mary's. En 1996, le bâtiment a été inscrit sur le registre national des lieux historiques en tant qu'«immeuble au 418-420, avenue Notre Dame».
Le musée actuel était autrefois une maison à trois étages et à trois logements appartenant à Joseph Boivin, directeur de la St. Mary's Cooperative Credit Association. Boivin a créé la caisse avec l'aide de monseigneur Pierre Hevey et d'Alphonse Desjardins. Le bâtiment a été donné au musée par M. et Mme Armand Lemire. Pour créer le musée, les deux premiers étages ont été convertis en salles d’exposition sur l’histoire des coopératives de crédit aux États-Unis. Le premier étage rend hommage à la fondation de la caisse populaire de 1908 à 1933. Le deuxième étage contient des artefacts historiques débutant en 1934, notamment la conférence Estes Park qui a créé la CUNA, et la Federal Credit Union Act de 1934, qui permettait la création de credit union dans tous les États du pays. Le troisième étage contient un espace de réunion d’une capacité de 85 personnes..
Le musée a reçu une subvention de 25 000 $ de la National Credit Union Foundation en 2008 pour élargir son programme d'éducation financière .
Actuellement, le musée est ouvert trois jours par semaine, les lundis, mercredis et vendredis. Il n'y a pas de frais d'admission.